# الأفشين حيدر بن كاوس
حيدر بن كاوس المُلقب بـ الأفْشِين (توفي 226 هـ / 841 م) قائد عسكري من قادة جيش الخليفة المعتصم بالله.

## سيرته
إسمه حيدر بن كاوس وقيل صدر بن كاوس تعود أصوله إلى أُشروسنة وتنحدر عائلته من سلالة ملكية عريقة كانت تحكم أُشروسنة أحقاباً طويلة وهو من أحفاد الأكاسرة، واشتهر بلقب الأفشين وهو لقبٌ يطلق على مَن يحكم أشروسنة وقد ورث هذا اللقب عن أبيه الذي كان آخر ملكٍ من عائلته.
كان مجوسياً واعتنق الإسلام نِفاقاً حيثُ كان يبطن الزندقة عندما رأى قوة المسلمين وإقبال أمر الإسلام الذي كان ينتشر يوماً بعد يوم في بلاد فارس وبلاد ما وراء النهر إذ قرر القيام بمؤامرة تمثلت في إدعائه للإسلام ومحاولته التقرب من الخليفة المأمون ومن بعده المعتصم بالله لِذلك اعتنقه في زمن خلافة المأمون وقد عمل على توثيق صلته بالمعتصم بالله لِعلمه بصيرورة الخلافة إليه.
وكان الأفشين بطلاً شجاعاً مشهوراً بذلك فأعجب به المعتصم وجعله من خواصه، فلما تولى المعتصم بالله الخلافة جعله من جملة قواده الحربيين.
وقد ذُكر الأفشين لأول مرة في كتب التاريخ، عندما أرسله المعتصم بالله الذي كان آنذاك أخو الخليفة وواليه الإسمي على مصر، إلى برقة لتوطيد الأمور فيها، ولقمع ثورة قام بها القبط والعرب في دلتا النيل سنة 216 هـ/ 831 م. كذلك كلفه المعتصم بِتأليف فرقة عسكرية من عرب الدلتا والصحراء الغربية عُرفت باسم «المغاربة».
وبدأ الأفشين في الظهور والعمل بمخططه وزادت شهرته عِندما تولى المعتصم بالله الخلافة (218- 227هـ/ 833- 841م) فعيَّنه قائداً للقوات التي بعث بها للقضاء على ثورة بابك الخرمي في أذربيجان، والتي أقضّت مضجع الخلافة زهاء عشرين عاماً. وقد لج الأفشين في طلب «بابك» أكثر من عامين (220- 222هـ/ 835- 837م) حتى نجح في القضاء عليه وعلى الخرّمية واستطاع أن يفعل ما عجز عنه باقي قواد المعتصم حيث أنه هزم بابك وأخذه أسيراً سنة 222 هـ فارتفعت منزلته جداً عند المعتصم بالله حتى أنه أعطاه مليون درهم، وكافأه بولاية السند، إضافة إلى أرمينية وأذربيجان، ومنحه تاجاً وسيفين ووشاحين مرصعين بالجواهر.
وفي هذا قال الشاعر أبو تمَّام في قصيدة يمدح بها الخليفة المعتصم:
فَرمَاه بالأفْشِين، بالنجم الذيصَدَعَ الدُّجَى صَدْعَ الرِّداءِ البالي
كذلك كان للأفشين دور رئيسي في حملة المعتصم المشهورة على عمورية (223هـ/ 838م) حيثُ كلفه المعتصم برد عدوان الروم على مدينة زبطرة واشترك معه في معركة عمورية وهذا زاد من ارتفاع مكانته لأعلى من ذلك.
وكان المعتصم يثق به ثقة عمياء، حتى إنه دفع إليه ابن أخيه العباس بن المأمون مُقيداً حين عرف وهو في أرض الروم، تفاصيل مؤامرة يدبرها بعض قادته، وعلى رأسهم عُجيف بن عَنْبسة لقتل المعتصم بالله والمناداة بالعباس خليفةً للمسلمين. وقيل إن الأفشين أطعم العباس طعاماً أجاجاً  في يوم شديد الحر ومنعه الماء حتى مات، فحمل إلى منبج ودفن فيها.
وبسبب شجاعته وقدرته العسكرية أصبح مثل اليد اليُمنى للمعتصم بالله حيثُ كان يحظى عنده بِأعلى مكانة وأرفع منزلة وظن فيه الخليفة المُعتصم بالله أحسن الظنون بينما كان عكس ذلك، فقد حّمِل في قلبه الحقد على كُل ما هو إسلامي وعربي (اين المصدر و اين التوثيق ؟؟؟؟) وكل ما أراده هو استعادة حكم عائلته ومجد المجوسية لِذا عندما رأى ثقة المعتصم بالله فيه ومكانته دفعه هذا الأمر لأن ينقل خطته إلى مرحلة أخرى وهي السعي في ولاية خراسان حتى إذا نالها انفصل بها عن جسم الخلافة الإسلامية مع باقي البلاد فيما وراء النهر وبدأ في تنفيذ هذه المرحلة منذ أن كان يحارب بابك الخرمي فبعد أن انتصر عليه جعل على أذربيجان رجلاً من أقربائه إسمه مكنجور وكان إذا جاء الأفشين مالاً سيره مع أتباعه ورجاله إلى بلاد أشروسنة بلده الأصلي ولكن الأمور لم تستقم للأفشين على نحو ما كان يشتهي، فقد كان هُناك عبد الله بن طاهر بن الحسين الذي اصطدم مخططه به والذي كان يشك بالأفشين ويسعى لفضحه وفضح نواياه الحقيقية، واستطاع عبد الله بن طاهر اكتشاف الأموال التي كان يرسلها الافشين سراً إلى أشروسنة ثم أخذ عبد الله هذه الأموال من رجال الأفشين فلم يستطع الأفشين أن يفعل شيئاً أمام ذلك وهذا زاده حقداً على عبد الله بن طاهر.
وما فعله عبد الله من أخذه للأموال جعل الأفشين يدرك مُراقبة ابن طاهر بن الحسين له مما جعله بدافع الحقد والخوف يعمل على إثارة القلاقل والفتن في خراسان ليشتغل ابن طاهر بها عنه ثُمّ راسل الأفشين سراً المازيار مُحمد بن قارن صاحِب طبرستان، وهذا الرجل كان مجوسياً ثم اعتنق الإسلام ثم ارتد عنه ودخل المزدكية وفي أثناء مُراسلات هذين الأثنين، حرض الأفشين وشجع مازيار على الخروج عن طاعة عبد الله بن طاهر وقتله وخلعه ومُحاربته.
وبالفعل أعلن المازيار العصيان على عبد الله بن طاهر وخرج عليه لمحاربته، وفطن ابن طاهر إلى هذه المؤامرة وعرف أن الأفشين ورائها فظل وراء مازيار فحاصره حتى أخذه أسيراً ووعده إن أظهر حقيقة أمر الأفشين سوف يجعل المعتصم بالله يعفو عنه فرضخ المازيار وكشف مُخطط الأفشين لإبن طاهر الذي أخبر بدوره المعتصم بالأمر.
كان الأفشين خلال فترة سجنه التي استمرت 9 شهور جازِعاً حزيناً مُكتئباً ويقول أنه مُسلمٌ يشهد أن لا إله إلا الله ويشهد أن مُحمداً رسول الله ولكن الأتراك يتصيدون الزلات عليه ويحيكون القصص ضده ويدبرون المؤامرات له وذلك لأنهم في فترة خلافة المعتصم بالله استغلوه لأن أمه كانت جاريةً تركية وسيطروا على كل الدولة الإسلامية فعاثوا فيها فساداً وأزاحوا العرب المُسلمين والفرس المُسلمين بشكل عنصري وتعسفي من أغلب المناصب القيادية والسياسية والعسكرية والمالية والاجتماعية والإدارية واحتفظوا بها لأنفسهُم وهذه كانت بداية نهاية عز الدولة العباسية بينما كان الأفشين آخر قائد غير تركي يحظى بمنصب ومكانةً ولديه نفوذٌ عند المعتصم بالله لذا سعوا للتخلص منه، لكن المُعتصم لم يصدقه بسبب ثقته العمياء بأخواله الأتراك وهؤلاء القادة الأتراك ظهرت حقيقتهم في عصر خلافة ابنه المتوكل على الله وعندما حاول المتوكل تحذير المسلمين من أهدافهُم في السيطرة على الحكم اغتالوه.

## مُحاكمته
حين تحقق الخليفة المعتصم بالله مما كان من أمره بعد هزيمة المازيار ومما كان من إرسال الأفشين الأموال إلى أشروسنة عندما كان يحارب بابك الخرمي، وما اتهم به من أمر منكجور (ممثل الأفشين في أذربيجان) الذي ثار بتحريض منه، تغيرت معاملة المعتصم له.
أحس الأفشين بتغير الخليفة معه وعلم أنه سيكتشف خطته فتحير في أمره لذا بدأ يفكر بالهرب والفرار إلى أرمينية ثم إلى بلاد الخزر حتى يستميل ويحرض الخزر على قتل وقتال المسلمين ثم يعود إلى أشروسنة، إلا أنه أخفق وفشل في ذلك عندئذٍ قرر الأفشين أن يصنع وليمة كبيرة يدعو إليها الخليفة المعتصم بالله وأكابر قادة الجيش الإسلامي ويدس السُمّ لهم في الطعام ليموتوا جميعاً، وإذا لم يحضر المُعتصم سوف يهرب، فصنع ذلك ولكن أحداً ما لم يأت لأن أخبار المؤامرة بلغت مسامع المعتصم واطلع على نواياه الخبيثة فحاول الأفشين الفرار عن طريق الموصل ويعبر النهر حتى يصل لِبلاد الخزر ولكنه فشل في ذلك أيضاً لأن في نفس الوقت الذي عزم فيه على الهرب أمر المعتصم بالقبض عليه.
وحبسه في الجوسق (القصر) ثم عقد المعتصم بالله مجلساً لمناظرة الأفشين فيما نسبه إليه جماعة التحقيق معه ومحاكمته، ترأسها وزيره محمد بن عبد الملك ابن الزيات وكان من أعضائها القاضي أحمد بن أبي دؤاد الإيادي ونائب المعتصم بالله إسحاق بن إبراهيم بن مصعب بن زريق الخزاعي، وغيرهما من العلماء والشيوخ، فاتُّهِم الأفشين في هذا المجلس بأشياء تدل على أنه باقٍ على دين أجداده من الفرس؛ مِنها أنه غير مختتن، ومِنها أنه ضرب رجلين إماماً ومؤذناً، كل واحد ألف سوط؛ لأنهما هدما بيت أصنام فاتخذاه مسجداً، ومِنها أنّ لديه كتب المجوس والوثنيين المقدسة ومِنها أن بعض الناس رأوه يقوم بطقوس الزرادشتيين والمزدكيين وشهدوا ضده بِذلك ومِنها بأن الأعاجم يكاتبونه: إلى إله الآلهة من عبيده، وأنه يقرهم على ذلك ويوافقهُم في ذلك ومِنها أنّ بعض أهل أشروسنة شهدوا ضده قوله:
«أنه في ضيق وحزن وتعاسة حتى ينصر دين المجوس الذي كان سائداً في بلاد فارس قديماً، ويظهره على الإسلام دين العرب والمغاربة والأتراك ويعيد أمجاد الفرس وآل ساسان»
ومِنها أنه كان يستطيب المُنخنقة على المَذبوحة، وأنه كان في كل يوم أربعاء يستدعي بشاة سوداء، فيضربها بالسيف نصفين، ويمشي بينهما ثم يأكلهما لاعتقاده أنه سيحصل على البركة(كيف كان مجوسيا و يفعل هذا و المجوس معروف دينهم و هم بعيدون عن هذه ) بِذلك، ومِنها أنه حاول تسميم الخليفة المعتصم بالله وقادة جيشه الأتراك مثل القائد إيتاخ والقائد أشناس، ومِنها أنه كان يخطط للخروج على الدولة العباسية، ومِنها أنه حرض منكجور الأُشروسَني الذي ثار وخرج على المعتصم بالله.
وأُحضِر قومٌ لمواجهة الأفشين بما اتهم به من ضمنهُم المازيار الذي قرر فضح تأمره معه وأيضاً أشخاص من السغد وهي بلد بِجانب أشروسنة وهُم الموبذ وهو رجل كان مجوسياً اعتنق الإسلام على يد الخليفة المتوكل على الله والمرزبان بن تركش ملِك السغد وهو رجلٌ يدينُ بِالمزدكية وأُتي بمؤذن وإمامٍ قد ضربهما الأفشين كل واحد ألف سوط لأنهما قاما بهدم معبد وثني وبنوا مكانه مسجد، وكان عليهما ثيابٌ رثة فقال لهُما المعتصم بالله:
«ما شأنكما ؟»
فكشفا عن ظهورهما وكانت ظهورهُما مليئة بالجروح وعارية من اللحم، فسأل المُعتصم الأفشين عنهُما قائِلاً:
«تعرف هذين ؟»
فقال الأفشين:
«نعم هذا مؤذن وهذا إمامٌ وثبا على بيت كان فيه أصنام أهل أشروسنة فأخرجا الأصنام وجعلاه مسجداً فجلدتهما على هذا»
فسأله ابن الزيات:
«أليس عندك كتاب من كتب المجوس فيه الكفر بالله تعالى وقد حليته بالذهب والجواهر ؟»
فرد الأفشين:
«كتاب ورثته عن آبائي ولا أعمل بما فيه»
ثم تقدم الموبذ الذي كان مجوسياً ولكنه اعتنق الإسلام لذا قرر الإعترف على الأفشين وقال بأنه يأكل لحم المخنوقة ويجبره على أكلها ويزعم أنها أرطب من المذبوحة وأخرج رسالة كتبها له الأفشين يقول فيها:
«قد دخلت لهؤلاء القوم "يعني المسلمين" في كل شيء أكرهه وأبغضه حتى أكلت الزيت وركبت الجمل ولبست النعل غير أني إلى هذه الغاية لم تسقط عني شعرة "يعني لم يحلق شعر عانته أبداً" ولم أختتن»
فسأله القاضي ابن أبي دؤاد:
«هل أنت مختتن ؟»
فقال الأفشين:
«لا»
فقال له:
«فما منعك من ذلك وبه تمام الإسلام والطهور من النجاسة ؟»
فرد الأفشين:
«خفت أن أقطع ذلك العضو من جسدي فأموت !!»
فقال ابن أبي دؤاد:
«أنت تُطعن بالرمح وتُضرب بالسيف في الحرب ولا تخاف من طعنها، وتجزع من قطع قلفة من جلدك ؟!!»
ثم أخرج ابن الزيات له رسالة جائت له من أهل أشروسنة يخاطبون فيها الأفشين بِلغتهم قائلين:
«إلى إله الألهة الأفشين حيدر بن كاوس من عبيده أهل أشروسنة»
وتقدم ملِك السغد المرزبان بن تركش فقال ابن الزيات للأفشين:
«أتعرف هذا الرجل ؟»
فرد الأفشين:
«لا»
فقيل للمرزبان:
«أتعرف هذا ؟»
فرد:
«نعم، هذا الأفشين حيدر بن كاوس»
فقال القاضي ابن أبي داؤد للأفشين:
«هذا المرزبان، يا مُمخرق! كم تُدافع وتُحامي عن نفسك وتموّه ؟!»
عندئذٍ قال الأفشين للمرزبان:
«يا طويل اللحية، ما تقول ؟»
فسأله المرزبان:
«كيف يكتب إليك ويُخاطبونك أهل مملكتك ؟»
فرد الأفشين:
«كما كانوا يخاطبون ويكتبون إلى أبي وجدي»
عند ذلك آمره المعتصم بالله أن يقول للقضاة وأعضاء المُناظرة كيف يكتب إليه أهل أشروسنة ولكن الأفشين رفض ذلك فقال المرزبان:
«أليس يكتبون إليك بكذا وكذا بلغة أهل أشروسنة ؟»
ورد الأفشين:
«بلى»
وقال المرزبان:
«أفليس تفسيره بالعربية " إلى إله الآلهة من عبده فلان بن فلان "»
وأقر ذلك الأفشين وقال:
«والله هذه عادة قومي لأبي وجدي ولي قبل أن أدخل في الإسلام فكرهت أن أضع نفسي دونهم فتفسد عليّ طاعتهم»
فرد عليه الخليفة المعتصم بالله بغضبٍ شديدٍ:
«ويحك، فماذا أبقيت لفرعون موسى حين قال: أنا ربكم الأعلى ؟!»
ورد عليه النائب إسحاق بن إبراهيم بن الحُسين بن مُصعب الخُزاعي:
«ويلك يا حيدر! كيف تحلف بالله لنا فنصدقك ونصدق يمينك ونجريك مجرى المسلمين ونُعاملك مُعاملتهُم وأنت تدعى ما ادّعى فرعون»
ثم آمر المعتصم بالله بإحضار المازيار صديق الأفشين الذي قرر فضحه حتى يشهد ضده وعندما أتى المازيار، قالوا للأفشين:
«تعرف هذا ؟»
قال:
«لا»
قالوا للمازيار:
«تعرف هذا ؟»
قال:
«نعم، هذا الأفشين»
فقالوا للأفشين:
«هذا المازيار ؟»
قال:
«نعم، قد عرفته الآن»
قالوا:
«هل كاتبته وراسلته ؟»
قال الأفشين:
«لا»
فقالوا للمازيار:
«هل كتب إليك ؟»
قال:
«نعم»
عند ذلك أخرج من جيبه رسالة أرسلها له الأفشين يقول فيها:
| الأفشين حيدر بن كاوس | إنه لم يكن ينصر هذا الدين الأبيض - يعني دين المجوس - غيري وغيرك وبابك فأما "بابك" فإنه لحمقه وغباءه قتل نفسه ولقد حاولت وجهدت أن أصرف عنه الموت فأبى لحمقه إلا أن أوقعه فإن خالفت لم يكن للقوم من يرمونك به غيري ومعي الفرسان وأهل النجدة والبأس؛ فإن وجهت إليك لم يبق أحد يحاربنا ويدافع عن دين الإسلام إلا ثلاثةً العرب والأتراك والمغاربة، والعربي بمنزلة الكلب اسحر له كسرة و ثم اضرب رأسه بالدبّوس؛ وهؤلاء الذباب - يعني المغاربة - إنما هم أكلة رأس، وأولاد الشياطين - يعني الأتراك -إنما هي ساعة حتى تنفذ سهامهم ثم تجول الخيل عليهم جولةً فتأتي على آخرهم ويعود الدين إلى ما لم يزل عليه أيام الفرس. | الأفشين حيدر بن كاوس |
عندئذٍ حبسه القائد التركي بُغا الكبير وكان بُغا يحاول إذلاله وإهانته طوال فترة حبسه بدون عِلم المعتصم بالله بذلك.
ثم أمر المعتصم بالله الكاتب سليمان بن وهب بأخذ جنوده ورجاله لِتفتيش بيت الأفشين وإحصاء جميع ما في قصره ويكتبونه فَوجدوا في داره معبد فيه تمثال إنسان من خشب، عليه حلية كثيرة وجوهر، وفي أذنيه حجران أبيضان مشتبكان؛ عليهما ذهبٌ وجواهر كثيرة، ووجدوا تمثال من حجرٍ شبيهًا بالصّدف الذي يسمى الحبرون، من جنس الصدف الذي يقال له البوق، ووجدوا صوراً وأصناماً غير ذلك، ووجدوا الأطواف والخشب التي كان أعدّها؛ وكان له قصرٌ آخر وجدوا فيه أيضًا صنماً آخر، ووجدوا في كتبه كِتابًا من كتب المجوس يقال له زراوه والعديد من كتب دين المجوس وأشياء كثيرة من الكتب؛ فيها ديانته التي كان يدين بِها، وعندها تحققت التهمة على الأفشين.

## سجنه
أمر المُعتصم بالله أن يُبنى له حبسٌ مرتفع وضيقٍ سماه اللؤلؤة داخل الجوسق، في داخل قصره حيثُ سجنه هُناك وفي أحد الأيام وصل إلى العاصمة العباسية آنذاك سامراء فواكه لذيذةٍ فَجمع منها المعتصم بالله ما استطاع ووضعها في طبق من فضةٍ وقال لإبنه الخليفة الواثق بالله:
«اذهب بهذه الفاكهة بنفسك إلى الأفشين»
فَحملها الواثق بالله إلى حبس الأفشين فنظر الأفشين إلى الطبق، وكان يبحث عن الإجاص (كمثرى) فلم يجده وبحث عن فاكهة الشاهلوج فلم يجدها فقال للواثق بالله:
«لا إله إلا الله  ما شاء الله, للهِ ما أحسنهُ من طبقٍ ولكن ليس لي فيه إجاصٍ ولا شاهلوج!»
فرد الواثق:
«سأنصرف ثم أوجه بما تريد إليك»
فلما أراد الواثق الانصراف قال له الأفشين:
«اقريء سيدي أمير المؤمنين المعتصم بالله السلام وقل له: أسألك وأطلبك أن توجه إليّ ثقةً من عندك حتى يوصل رسالةً إليك»
عند ذلك أرسل المعتصم له حمدون بن إسماعيل وكان المعتصم قد وصى حمدون بِألا يطوّل عنده وعندما دخل على الأفشين وجد طبق الفاكِهة بمكانه لم يمسه أو يأكل منه شيئاً فقال له:
«أوجز واختصر فإن أمير المؤمنين أمرني بألا أحتبس وأطول عندك»
فقال له الأفشين:
| الأفشين حيدر بن كاوس | قل لأمير المؤمنين المعتصم بالله؛ أحسنت إليّ وشرفتني وأوطأت الرجال عقبي، ثم قبلت فيّ كلامًا لم يتحقق عندك؛ ولم تتدبره بعقلك؛ كيف يكون هذا، وكيف يجوز لي أن أفعل هذا الذي بلغك! وأنت أولى بي وإنما أنا عبدٌ من عبيدك، وصنيعك؛ ولكن مثلي ومثلك يا أمير المؤمنين كَمِثل رجلٍ ربى عجلًا له حتى أسمنه وكبر، وحسنت حاله، كان أصحابه اشتهوا أن يأكلوا من لحمه، فعرضوا له بِذبح العجل فلم يجبهم إلى ذلك، فاتفقوا جميعًا على أن قالوا له ذات يوم: ويحك! لم تُربي هذا الأسد؟ هذا سبع، وقد كبر، والسبع إذا كبر يميل إلى جنسه وأهله! فقال لهم: ويحكم هذا عجلُ بقر، ما هو بسبعٍ، فقالوا: بل هو سبع؛ إسأل من شئت عنه؛ وقد تقدموا إلى جميع من يعرفونه، فقالوا له: إن سألكم عن العجل، فقولوا له: هذا سبع؛ فكلما سأل الرجل إنسانًا عنه وقال له: أما ترى هذا العجل ما أحسنه! قال الآخر: هذا سبع؛ هذا أسد، ويحك! فأمر بِالعجل فذُبح؛ ولكني أنا ذلك العجل، كيف أقدر أن أكون أسداً! الله الله في أمري؛ اصطنعتني وشرفتني وأنت سيدي ومولاي، أسأل الله يعطف بقلبك عليّ يا خليفة رسول الله[5]. | الأفشين حيدر بن كاوس |
فلما انصرف حمدون بن إسماعيل أبلغ المعتصم بِرسالته فلم يرد بأي شيء، وأمَر بِتقليل الطعام والماء عنه طوال فترة سجنه وخلال هذه الفترة ظل الأفشين يحاول التوسل للمعتصم ليفرج عنه ويرضى عنه ويحاول إفهام المعتصم أن هذا من كيد باقي القادة الذين غاروا منه وأرادوا التخلص منه ولكن لم يصدقه المُعتصم بسبب شهادة عبد الله بن طاهر وشهادة المازيار الذي اعترف ضده وشهادة الموبذ المجوسي وشهادة والمرزبان بن تركش ملك السغد وشهادة الإمامين الذان جلدهُم الأفشين فقط لِبنائهُم مسجداً فوق معبد وثني وشهادة بعض أهل أشروسنة بأن الأفشين يرسل لهم الأموال والأسلحة حتى يُعد العدة من أجل ثورته على المسلمين وأيضاً شهادة بعض من أهل سامراء أنّ الأفشين يخالف شعائر الإسلام ويبغضها وأيضاً لوجود لديه العديد من كتب المجوس المقدسة.
ويقول حمدون بن إسماعيل:
«بعث معي الأفشين رسالةً إلى المعتصم بالله يترقّق له، ويحلف ويتنصّل ويتذلل له، فلم يهتم بأمره شيئاً»

## وفاته
كان الأفشين خلال فترة سجنه التي استمرت 9 شهور جازِعاً حزيناً مُكتئباً ويقول أنه مُسلمٌ يشهد أن لا إله إلا الله ويشهد أن مُحمداً رسول الله ولكن الأتراك يتصيدون الزلات عليه ويحيكون القصص ضده ويدبرون المؤامرات له وذلك لأنهم في فترة خلافة المعتصم بالله استغلوه لأن أمه كانت جاريةً تركية وسيطروا على كل الدولة الإسلامية فعاثوا فيها فساداً وأزاحوا العرب المُسلمين والفرس المُسلمين بشكل عنصري وتعسفي من أغلب المناصب القيادية والسياسية والعسكرية والمالية والاجتماعية والإدارية واحتفظوا بها لأنفسهُم وهذه كانت بداية نهاية عز الدولة العباسية بينما كان الأفشين آخر قائد غير تركي يحظى بمنصب ومكانةً ولديه نفوذٌ عند المعتصم بالله لذا سعوا للتخلص منه، لكن المُعتصم لم يصدقه بسبب ثقته العمياء بأخواله الأتراك وهؤلاء القادة الأتراك ظهرت حقيقتهم في عصر خلافة ابنه المتوكل على الله وعندما حاول المتوكل تحذير المسلمين من أهدافهُم في السيطرة على الحكم اغتالوه.
لم يعش الأفشين طويلاً بالسجن فقد سُجِن في ذو الحجة عام 225 هـ وتوفي في 3 شعبان عام 226 هـ بسبب سوء التغذية
حيثُ أنّ المعتصم بالله أمر بتقليل الطعام والماء عنه فكان يدفع إليه في كلّ يوم رغيف خبز واحدٍ مع قدح ماء حتى مات، وعند ذلك أمر المعتصم ابن الأفشين بغسله وتكفينه حتى يُدفن ولكن القادة الأتراك مثل القائد التركي بُغا الكبير والقائد التركي الخزري إيتاخ والقائد التركي أشناس خالفوا أمر المعتصم وبدلاً من أن يدفنوه قاموا بتصليب وتعليق جثته إلى جانب جثة صديقه المزدكي المازيار مُحمّد بن قارن الذي قتله المعتصم بالله لتركه الإسلام واحتلال طبرستان والخروج على عبد الله بن طاهر وجثة بابك الخرمي التي كانت مُعلقة في وسط مدينة سامراء.
ثم وثب وهجم العامة والناس الذين كانوا يشعرون بالسخط والغضب من الأفشين على جثته وأنزلوها من مكانها وأحضروا الأصنام التي وجدوها في بيته ثم أحرقوا جثته مع الأصنام ونثروا رماده في نهر دجلة.
قال الصُّوليّ في موته:
«أُخرِج وصُلِب وأُتِي بأصنامٍ كانت في داره قد حُمِلت إليه من أشروسنة, فأُحرِقت وأُحرِق معها.»
وفي ذلك يقول أبو تمام:
صَلّى لها حياً وكان وقودهاميتاً ويدخلها مع الفجار